# Gustaf Carne
Gustaf Richard Carne (född Johansson), född 21 oktober 1888 i Norrköping, död 25 december 1968 i Malmö, var en svensk handelsskoleledare.
Gustaf Carne var son till bokhållaren Anton Johansson. Han avlade studentexamen 1908, agronomexamen vid Alnarps lantbruksinstitut 1911 och var 1911–1912 lärare vid skånska lantbruksskolan i Dala. Carne var chef för lantbruksavdelningen vid Hermods Korrespondensinstitut i Malmö 1912–1928, varefter han blev Hermods korrespondentinstituts direktör och ledare. År 1931 blev han även direktör för Hermods handelsinstitut. Han var även från 1919 redaktör för institutets tidning Korrespondens. Carne utarbetade även själv flera av institutets korrespondenskurser. Han är begravd på Sankt Pauli mellersta kyrkogård i Malmö.